# Jan II z Dražic
Jan II z Dražic, niem.: Johann von Draschitz (zm. 17 sierpnia 1236 r. w Pradze) – czeski duchowny katolicki, biskup praski od 1226 r.

## Życiorys
Jan pochodził z czeskiej rodziny szlacheckiej Dražiców, osiadłych w środkowych Czechach. W 1212 r. został scholastykiem, a cztery lata później kanclerzem praskiej kapituły katedralnej. Choć znajdował się na dworze królewskim niewiele wiadomo na temat jego działalności. 
Po śmierci biskupa Budislava w 1226 r. w Rzymie, został wybrany jego następcą przez obecnych w Pradze członków kapituły katedralnej. W 1227 r. uzyskał prowizję papieską od biskupa pasawskiego Gebharda von Plaina. Święcenia biskupie miały miejsce 19 grudnia 1227 r. w Moguncji, a udzielili ich mu: arcybiskup metropolita moguncki Zygfryd II z Eppsteinu, biskup Halberstadt Friedrich von Kirchberg oraz biskup ryski Albert von Buxhövden.
Jako biskup praski dbał o rozwój klasztorów cysterskich, w tym w Tepl i Chotěšov. Ufundował również prawdopodobnie kolegiatę i prawdopodobnie powstała kapitułę kolegiacką przy kościele św. Agnieszki na Starym Mieście. Zmarł w 1236 r. w Pradze.